# 柳宗悦
柳 宗悦（やなぎ むねよし、1889年（明治22年）3月21日 - 1961年（昭和36年）5月3日）は、日本の美術評論家、宗教哲学者、思想家。民藝運動の主唱者である。名前は「やなぎ そうえつ」とも読まれ、欧文においても「Soetsu」と表記される。
宗教哲学、近代美術に関心を寄せ白樺派にも参加。芸術を哲学的に探求、日用品に美と職人の手仕事の価値を見出す民藝運動も始めた。著名な著書に『手仕事の日本』、『民藝四十年』などがある。

## 来歴

### 誕生
1889年（明治22年）3月21日、東京府麻布区市兵衛町二丁目に元海軍少将・柳楢悦とその妻勝子の三男として生まれる。1891年、宗悦が2歳の時に父はインフルエンザで死去、その後は母に育てられた。

### 教育
父・柳楢悦は爵位こそなかったが、没時は発足間もない貴族院議員に在任していた。1895年に宗悦は、当時は入学の際に身分の条件があった学習院の初等学科に入学し、西田幾多郎にドイツ語を、神田乃武や鈴木大拙に英語を学んだ。また中等科時代には、英語の教師で植物学者でもあった服部他之助に度々赤城山に連れて行かれ、自然に親しみ観察眼を養った。
中等科に進む頃に武者小路実篤、志賀直哉らと知り合い交流し、同人文芸誌『白樺』創刊を準備し、学習院在学中の1909年9月には、来日し東京・上野でエッチング教室を行っていたバーナード・リーチを、創刊準備中の『白樺』同人仲間と訪問し、後にリーチが版画指導するなど『白樺』同人たちと交流が始まった。
1910年に高等科を卒業。学習院では優等生として知られており、卒業時には明治天皇から恩賜の銀時計を授与された。この頃に妻となる中島兼子（当時東京音楽学校で声楽を専攻）と出会い交際を深めた。
1910年4月『白樺』を創刊し、創刊時の宗悦は、神学に興味を持っており、初めて『白樺』に投稿した論文は「近世における基督教神学の特色」（1910年6月号）と題されたものであった。この神学、宗教への関心から、1910年10月には東京帝国大学文科大学に進学する。
宗教に関心がありつつも、人生問題（老、病、死など）に対する「宗教的哲学的解釈」に不満を持った宗悦は、「実験と観察に基づいた科学」としての心理学によって人生問題へ科学的な答えを出すことに期待し、大学で心理学を専攻する。1911年には最初の著作『科学と人生』を出版した。処女作では、当時流行していた心霊主義の深い影響が見られる。

#### ロダン・ブレイクへの傾倒
この時期は、西洋近代美術を紹介する記事も担当しており、やがて美術の世界へと関わっていく。『白樺』では、オーギュスト・ロダンなどの西洋近代美術を日本へ紹介することにも尽力した。また、イギリスの詩人で画家、神秘思想家でもあるウィリアム・ブレイクに傾倒する。
当時、宗悦を含めた白樺同人たちはロダンに傾倒していた。それを象徴するように、『白樺』第1巻第8号では「ロダン第七十回誕生記念号」という特集が組まれ、宗悦もそこに「宗教家としてのロダン」という論文を発表した。この『白樺』第１巻第8号と浮世絵三十点をロダンに送ったところ、1911年の9月にロダンから直筆の礼状が送られてきた。その礼状の中には、ロダンが３点のブロンズ像を『白樺』へ贈るということと、デッサン展の開催の依頼が記されていた。ロダンからのブロンズ像は同年12月に横浜に入港し、宗悦が受け取りに横浜まで出向き、『白樺』の同人たちのもとに届けられた。この時贈られたのは「ロダン夫人胸像」、「ある小さき影」、「巴里ゴロツキの首」の3点である。

### 民藝活動へ
1913年（大正2年）、東京帝国大学文科大学哲学科心理学専修を卒業。卒業論文は残されていないが、のちに宗悦自身はこの時「心理学は純粋科学たり得るか」という論題に取り組んだと述べている。この時の結論は心理学は純粋科学とはなり得ないというのであり、当時の主流であった実験心理学の流れに逆らうものであった。また、アカデミズムに対する違和感を覚え、のちに妻となる中島兼子に、もう2度とアカデミズムには戻りたくないと述べた手紙を送っている。このような経緯により、独自の学問を形成提起していくこととなった。このころからブレイクの「直観」を重視する思想に影響を受け、これが芸術と宗教に立脚する宗悦独自の思想大系の基礎となった。
1914年（大正3年）2月、かねてから交際していた声楽家の中島兼子と結婚。結婚後、しばらく二人は離れて住んだが、同年9月に宗悦の母の弟である嘉納治五郎が、千葉我孫子に別荘と農園を構えていた縁で、同地に転居した。やがて我孫子には志賀直哉、武者小路実篤ら白樺派の面々が移住し、旺盛な創作活動を行った。陶芸家の濱田庄司との交友もこの地ではじまる。
前述のロダンから贈られたブロンズ像は、宗悦が自宅で保管していた。1914年、朝鮮の小学校で教鞭をとっていた浅川伯教は、ロダンの彫刻を見に宗悦の家を訪れ、その際、手土産に「李朝染付秋草文面取壺」と呼ばれる陶磁器を持参した。この陶磁器を見て宗悦は形の美の感覚が最も発達した民族は古朝鮮人であると認識するようになり、朝鮮の工芸品に注目するようになる。1916年（大正5年）以降、たびたび朝鮮半島を赴き、朝鮮の古仏像や陶磁器などの工芸品に魅了された 。
1914年12月、同年4月に『白樺』に発表したブレイク論をもとに書き下ろした『ヰ(ウィ)リアム・ブレイク』（洛陽堂）を出版、750頁余りの大著で、宗悦をブレイクの研究に向かわせたリーチに本書を捧げると記されている。当時、ブレイクの本国イギリスにおいても、まだ本格的な研究はされておらず、宗悦が示したブレイクを「無律法主義者」として捉えるという考え方は、本書の出版の40年以上後にようやくイギリスの研究者が指摘するようになった。「直観」を重視するブレイクの思想は柳に大きな影響を与え、柳の独自な思想の基となったともされ、ブレイクとの出会いをきっかけに柳の関心はしだいに東洋の老荘思想や大乗仏教の教えに向けられていったともいう。
1919年（大正8年）に東洋大学教授となり、1921年（大正10年）からは明治大学予科にも出講した。
1923年（大正12年）の関東大震災（兄・悦多を亡くした）を機に京都へ転居した。同志社大学と同志社女学校専門学部、関西学院の講師となる。木喰仏に注目し、1924年から全国の木喰仏調査を行う。民衆の暮らしのなかから生まれた美の世界を紹介するため、1925年（大正14年）から「民藝」の言葉を用い、翌年、陶芸家の富本憲吉、濱田庄司、河井寛次郎の四人の連名で「日本民藝美術館設立趣意書」を発表した。『工藝の道』（1928年刊）では「用と美が結ばれるものが工芸である」など工芸美、民藝美について説いた。
1931年（昭和6年）には、雑誌『工藝』を創刊、民藝運動の機関紙として共鳴者を増やした。1934年（昭和9年）、民藝運動の活動母体となる日本民藝協会が設立される。全国を手仕事調査でまわるなか、思想面だけでなく実際的な面でも職人たちの生計を助けるなどプロデューサー的な役割も果たした。1936年（昭和11年）に、実業家大原孫三郎の支援により、宗悦が初代館長となり東京駒場に日本民藝館を創設した。また沖縄・台湾などの南西諸島の文化保護を訴えた。

### 戦後・晩年
1952年（昭和27年）5月から、毎日新聞社の後援を得て国際工芸家会議に列席のため志賀直哉、濱田庄司、梅原龍三郎らとヨーロッパ・北米の周遊旅行を行った（志賀と梅原は体調不良などで8月に切り上げ帰国）、翌53年（昭和28年）2月に再会したバーナード・リーチ（18年ぶりに来日）を伴い帰国した。1954年から翌55年に一般向けに「選集」全10巻が刊行し広く認知されたが、1956年暮れからリウマチや心臓発作との闘病を余儀なくされつつも民藝運動の進展に向け執筆活動を続けた。
1957年（昭和32年）11月に「民藝理論の確立・日本民藝館の設立・民藝運動の実践の業績」により、文化功労者に顕彰された。1960年に朝日文化賞を受賞。
1961年（昭和36年）4月29日、日本民藝館で昼食・談話時に脳出血で倒れ、昏睡が続いたが、5月3日午前4時2分に逝去した。享年72歳。5月7日、日本民藝館で葬儀を行った。

## 家族
1914年（大正3年）、中島兼子と結婚、兼子は近代日本を代表するアルトの声楽家だった。インダストリアルデザイナーの柳宗理は長男、美術史家の柳宗玄は二男、園芸家の柳宗民は三男。甥（兄・悦多（よしさわ）の子）に染織家の柳悦孝、柳悦博。他に美術史家の石丸重治、法学者の今村成和がいる。

## 朝鮮との関わり
1916年（大正5年）、朝鮮を訪問した際に朝鮮文化に魅了された柳は、1919年（大正8年）3月1日に朝鮮半島で勃発した三・一独立運動に対する朝鮮総督府の弾圧に対し、「反抗する彼らよりも一層愚かなのは、圧迫する我々である」と批判、朝鮮側に同情を寄せる論陣をはった。このとき、日本人識者で日本側の方針を批判したのは、他に石橋湛山、吉野作造など極めて少数であったという。1920年6月『改造』に「朝鮮の友に贈る書」を発表、総督政治の不正を詫びた。
当時ほとんどの日本の文化人が朝鮮文化に興味を示さない中、朝鮮美術（とりわけ陶磁器など）に注目し、朝鮮の陶磁器や古美術を収集した。
1921年、2歳下の妹である千枝子が朝鮮総督府に勤務する今村武志に嫁ぎ夫と５人の子と朝鮮・京城にいたが、６人目の子供を出産しその産褥熱で３０歳で他界。その千枝子の葬式の朝、彼女の４番目の子供が急死した。葬儀後、宗悦は現地から東京に戻るが、このことが宗悦の朝鮮への思いを強めたともいわれる。
1924年（大正13年）4月、京城（現ソウル）の景福宮緝敬堂に「朝鮮民族美術館」を設立した。李朝時代の無名の職人によって作られた民衆の日用雑器を常設展示、それらの美の評価を促した。
朝鮮民画など朝鮮半島の美術文化にも深い理解を寄せた。1920年代、京城において道路拡張のため李氏朝鮮時代の旧王宮である景福宮光化門が取り壊されそうになると、これに反対抗議する評論『失はれんとする一朝鮮建築のために』を朝鮮の新聞『東亜日報』に寄稿、1922年8月24～28日、同紙第1面に5回にわたって掲載された（なお、検閲によって削除された内容は、後日日本の雑誌『改造』に掲載された）。これが多大な反響を呼び、1926年、光化門は景福宮の東側の建春門の北側に移築保存された。
1922年（大正11年）、『朝鮮とその藝術』（叢文閣）と、『朝鮮の美術』（私家版・和装本）を、他に柳の編著で『今も続く朝鮮の工藝』（限定版1930年、新版・日本民藝協会）を出版した。
『選集 第4巻 朝鮮とその藝術』（春秋社、1954年）は、2014年に電子書籍版『朝鮮とその芸術』（新字新かな表記、グーテンベルク21）で再刊。集大成は『全集 第6巻 朝鮮とその藝術』（全57篇、筑摩書房、1981年）である。
1984年9月、韓国政府から宝冠文化勲章を没後授与された。
2013年には、韓国ソウルの徳寿宮美術館（国立現代美術館 徳寿宮館）で開催された「柳宗悦」展に対しては、柳の歴史的評価を明確にしていないという非難も起きた。「朝鮮を愛した日本人」と捉えるか、「植民地イデオロギーの一助」を担ったとして否定するか韓国での捉え方は未だに分かれている。

## 交流、著述活動
- 仏教学者・禅者の鈴木大拙は、柳の学習院高等科時代の英語教師であり、終生師事・交流した[注 5]。柳への弔辞「柳君を憶ふ」がある[48][注 6]。
- バーナード・リーチとの交友は終生続き、各・柳の編著で『バーナード・リーチ日本絵日記』（毎日新聞社、1955年／講談社学術文庫、2002年、補訂解説水尾比呂志）、リーチ・河井寛次郎・濱田庄司述『焼物の本』（共同通信社、1985年、解説水尾比呂志。日本民藝館創立50周年記念で復刻）が刊行。
2010年代には日本民藝館学芸部編で、リーチ英訳版『美の法門 The Dharma Gate of Beauty』（岡村美穂子監修、2016年）、『バーナード・リーチ作品集』（水尾比呂志、鈴木禎宏解説、筑摩書房、2012年）、英文『柳宗悦とバーナード・リーチ往復書簡』（岡村美穂子・鈴木禎宏監修、2014年）が刊行された。
- 沖縄文化を生涯にわたり紹介し、1938年〜1940年にかけ沖縄県に4度滞在調査した[注 7][49]。
『沖縄の人文』（春秋社「選集 第5巻」、グーテンベルク21（電子書籍、現行かな表記）で再刊）。他に集大成『全集 15 沖縄の傳統』がある。
1995年に榕樹社「沖縄学古典叢書」で、復刻版『琉球の文化』[注 8]（式場隆三郎と共編、平良邦夫 解題 ISBN 4947667281）、柳の編著『琉球の陶器』（松井健 解題 ISBN 494766729X）が刊行。
新版オリジナルに『芭蕉布物語』（榕樹書林[50]、松井健 解題、2016年、改装版2024年）が、（復帰50年目の）2022年に『琉球の富』（ちくま学芸文庫、松井健 解説）、共編著『沖縄文化論集』（角川ソフィア文庫、石井正己 解説）が刊行された。
- 江戸時代に全国各地を廻国し造仏活動を行い、独特の「微笑仏」を残した木喰行道や妙好人の研究を行った。特に木喰研究は柳宗悦の木食仏発見が契機となったことで知られる。『木喰上人　選集 第9巻』、『木喰五行上人 全集 7』、新版で『木喰上人』（講談社文芸文庫）がある。なお円空論考も数編あり『全集』に収録。
- 筑摩版『全集』は、1980年（昭和55年）に刊行開始し、完結に全12年を費やした。著作篇は1982年（昭和57年）の第20巻目で結んだが、1989年（平成元年）に第21巻「書簡集」（上・中・下）を、1992年（平成4年）には第22巻「資料 その他」（上・下）を、分冊刊行（各・1万5千円前後）になった。
大量の書簡収集に加え、新たに発見された未発表の原稿作品の発掘収録、資料や年譜の編集に10年以上費やしたためである。故に全巻揃いは古書値も高価である。
- 機関誌『月刊民藝』のち『民藝』は、1939年（昭和14年）4月号から1946年（昭和21年）7月号まで、戦局悪化による休刊を挟み発行された。1955年（昭和30年）1月より日本民藝協会で再発足した。
2008年（平成20年）に『復刻版 月刊民藝・民藝』（不二出版）が出版。
- 和装本による機関誌「工藝」は、全120号が1931年（昭和6年）から1943年（昭和18年）にかけ（114号目まで）、休刊を挟み1946年（昭和21年）から1951年（昭和26年）まで発行された。
「工藝 目次一覧」も参照。なお「目次総目録」は、昭和後期の刊行の『民芸の発見』熊倉功夫（角川書店、1978年）巻末にも収録。

## 著作
生前の刊行（一般向け）
- 『宗教とその眞理』叢文閣、1919年
- 『宗教的奇蹟』叢文閣、1921年
- 『宗教の理解』叢文閣、1922年、普及版1928年
- 『朝鮮とその藝術』叢文閣、1922年
- 『神に就て』大阪毎日新聞社、1923年、西村書店、1948年
- 『信と美』警酷社、1925年
- 『工藝の道』ぐろりあそさえて、1929年
- 『工藝美論』萬里閣書房、1929年、再版『美と工藝』建設社、1934年
- 『美術と工藝の話』章華社、1935年、桃山書院、1946年
- 『民藝とは何か』昭和書房〈民藝叢書〉、1941年
- 『茶と美』牧野書店、1941年、乾元社、1952年
- 『工藝』創元選書、1941年
- 『工藝文化』文藝春秋、1942年
- 『私の念願』不二書房、1942年
- 『手仕事の日本』靖文社、1948年
- 『民と美』上下 靖文社、1948年
- 『南無阿弥陀仏』大法輪閣、1955年[注 9]
- 『蒐集物語』中央公論社、1956年
- 『茶の改革』春秋社、1958年
- 『民藝四十年』宝(寶)文館、1958年
- 『日本の民藝』宝文館、1960年

### 全集・編著
- 『柳宗悦全集』全22巻（25分冊）、筑摩書房 - 刊行時期・形式は上記参照。
  - 1.科學・宗教・藝術・初期論集、2.宗教とその眞理・宗教的奇蹟、3.宗教の理解・神に就て
  - 4.ヰ(ウィ)リアム・ブレーク、5.ブレイクとホヰ(ウィ)ットマン
  - 6.朝鮮とその藝術、7.木喰五行上人、8.工藝の道、9.工藝文化、10.民藝の立場
  - 11.手仕事の日本、12.陶磁器の美、13.民畫（画）、14.個人作家論・船箪笥、15.沖繩の傳統
  - 16.日本民藝館、17.茶の改革 随筆（Ⅰ）、18.美の法門 随筆（Ⅱ）、19.南無阿彌陀佛、20.編輯録（編集後記ほか）
  - 21.書簡集（上中下）、22.未発表論稿・資料ほか（上下）
- 『柳宗悦選集』全10巻、日本民藝協会編、春秋社、初版1954-55年／新装版1972年（最終重刷1995年）
  - 1.工藝の道、2.手仕事の日本、3.工藝文化、4.朝鮮とその藝術、5.沖繩の人文
  - 6.茶と美、7.民と美、8.物と美、9.木喰上人、10.大津絵
- 「柳宗悦宗教選集」全5巻、春秋社、初版1960年（重刷1975年ほか）- 第1・3・4巻は、保存(新装)版刊、1990年
  - 1.宗教とその真理、2.宗教の理解、3.神について、4.南無阿弥陀仏・一遍上人、5.宗教随想
- 「私版本 柳宗悦集」全6巻、春秋社、1973-74年、第6巻・1978年 - 元版は限定本、図版多数
  - 1.美の法門、2.心偈、3.船箪笥、4.蒐集物語、5.丹波の古陶、6.私の念願
- 「近代日本思想大系 24 柳宗悦集」 鶴見俊輔編・解説、筑摩書房、1975年
- 「柳宗悦 民藝　日本民俗文化大系6」 水尾比呂志編著、講談社、1978年
- 「朝鮮を想う」 高崎宗司編・解説、筑摩書房〈筑摩叢書〉、1984年
- 「柳宗悦 南無阿弥陀仏」 紀野一義編・解説、春秋社〈こころの本シリーズ〉、1984年
- 「茶と美」 戸田勝久解説、講談社、1986年。参考文献・年譜を収録
- 「柳宗悦 手仕事の日本」 永六輔解説、小学館〈地球人ライブラリー〉、2000年。入門書 - 以上は品切・絶版

新版選集
- 「仏教美学の提唱　柳宗悦セレクション」 2012年
- 「朝鮮の美 沖縄の美　柳宗悦セレクション」 2012年
- 「柳宗悦宗教思想集成　「一」の探究」 2015年
- 「他力の自由　浄土門仏教論集成」 2016年 - 以上は各・書肆心水。
- 「宗教とその真理」 若松英輔監修・解説、亜紀書房、2022年。電子書籍版も刊行
- 「柳宗悦　仏教美学論集」 松井健ほか解説、日本民藝館、2025年

### 文庫判
- 「民藝四十年」解説水尾比呂志、ワイド版も刊
- 「手仕事の日本」解説熊倉功夫（改版2009年）、ワイド版も刊 - ※(電子書籍、以下も)
- 「南無阿弥陀仏 付心偈」解説今井雅晴、ワイド版も刊
- 「工藝文化」解説外村吉之介
- 「新編 美の法門」 水尾比呂志編・解説
- 「柳宗悦民藝紀行」 水尾比呂志編・解説
- 「柳宗悦茶道論集」 熊倉功夫編・解説
- 「柳宗悦妙好人論集」 寿岳文章編、解説中見真理
- 「柳宗悦随筆集」 水尾比呂志編・解説 - 以上は各 岩波文庫（1984‐1996年）
- 「茶と美」 戸田勝久編・解説（2000年）- 上記・講談社版を改訂
- 「工藝の道」解説水尾比呂志（2005年）
- 「民藝とは何か 大文字版」解説水尾比呂志（2006年）※
- 「手仕事の日本」（2015年）※ - 以上は各 講談社学術文庫
- 「柳宗悦コレクション 1 ひと」[52]、「2 もの」、「3 こころ」

日本民藝館監修、解説は順に 中見真理、柚木沙弥郎、阿満利麿、2010-2011年
- 「琉球の富」 解説松井健、日本民藝館監修、2022年5月 ※
- 「新編 民藝四十年」 解説松井健、2023年9月 - 以上は各 ちくま学芸文庫
- 「蒐集物語」 解説柳宗理、中公文庫、1989年(限定復刊2005年)、改版2014年（新版解説深澤直人）※
- 「木喰上人」 解説岡本勝人、講談社文芸文庫、2018年 ※ - 執筆初刊は大正末期